# Ernst Ale Höjer
Ernst Ale Höjer, född 11 januari 1904 i Gävle, död 9 april 1991 i Heliga Trefaldighets församling, Gävle, var en svensk målare, tecknare och teckningslärare.
Han var son till stadskamreren Ale Axel Adolf Höjer och Esther Eklöf. Höjer studerade vid Högre konstindustriella skolan i Stockholm 1923–1926 samt under studieresor till bland annat Tjeckoslovakien, Nederländerna, Belgien och Skandinavien. Han ställde ut med Gävleborgs konstförening och Uplands konstförening. Hans konst består av porträtt samt landskap från Gästrikland, Norrland, Gotland och Öland samt programblad och vinjetter. Höjer är begravd på Gamla kyrkogården i Gävle.